# National Sports Channel
National Sports Channel, mais conhecido pela sigla NSC, é um bloco de programação televisivo brasileiro destinado a exibição de programas e transmissões esportivas, idealizado pelos jornalistas Octávio Muniz e Ana Christina Wense. Surgiu como um canal de televisão por assinatura lançado em janeiro de 2004, encerrando sua operação como canal linear em 2007 (junto com o fim da operadora TecSat). Seu estilo diferenciado, apoia majoritariamente os esportes no Brasil, com brasileiros e para brasileiros. Como programador de conteúdo esportivo, mas não só, seus produtos hoje estão distribuídos em várias plataformas e emissoras pelo Brasil. Atualmente, mantem blocos de transmissões esportivas nos canais COM Brasil TV e Canal de São Paulo.

## História
Foi o primeiro e único canal de TV por assinatura, até hoje, a disponibilizar na internet, o mesmo sinal que mantinha no satélite e de forma gratuita, possibilitando assim a todos assistirem, assinantes ou não. Foi também o primeiro a ter seu sinal para dispositivos móveis. Entre os grandes eventos foram mostrados a transmissão na íntegra das Mil Milhas Brasileiras de 2005, tendo 18 horas de transmissão ao vivo, sem interrupção com 4 locutores, 6 comentaristas e 5 repórteres, cobertura completa, ao vivo e na íntegra do Brasileiro de Motovelocidade (todas as categorias) e do Brasileiro de Motocross (todas as categorias) também ao vivo. No Futebol, a emissora mostrou o Campeonato Brasileiro da Série C, ao vivo e na íntegra, durante 4 temporadas. Também mostrou diversos torneios regionais como: Campeonato Baiano, Campeonato Pernambucano, Campeonato Alagoano, Campeonato Cearense, Campeonato Paraibano, Campeonato Sergipano, Campeonato Goiano, Campeonato Catarinense, Campeonato Paranaense, Campeonato Gaúcho, Campeonato Mineiro, Campeonato Brasiliense e o Campeonato Paulista das divisões A2, A3, B, Sub-15, 17 e 20, em exibição nacional, entre outros. Atualmente o canal realiza a cobertura de toda velocidade brasileira (2 ou 4 rodas), além de campeonatos internacionais como; ADAC GT MASTERS, F4 Italiana, F-Renault Eurocup, Porsche Carrera Cup Deutschland e F3 Regional Eurocup (estes 5 com exclusividade para o Brasil, em TV por assinatura e em língua portuguesa). Recentemente fechou acordo com a Rede Globo para exibição (em VT) da Série A2 do Paulistão 2020 (já encerrado). Também tem o direito da Série A3 do Paulista (para TV por assinatura), como também o Paulista Sub-23 (Segunda divisão) e a Copa Paulista. Em agosto transmitiu as finais do Paraibano 2020 entre Treze x Campinense.Fez também o Desafio Brasil de Fut7 recentemente. Em 2021 a NSC manteve a cobertura do Campeonato Paulista da Série A3 e trouxe a novidade da cobertura da fase final do Campeonato Rondoniense, prometendo mais novidades para o decorrer do ano. Em Junho de 2021, em parceria com a COM Brasil, adquiriu os direitos dos treinos e das corridas classificatórias da IndyCar Series.
Em maio de 2017, a então RBS TV de Santa Catarina iniciou processo para escolha de uma nova marca a partir de votação popular. Entre as opções de marca estava NSC, sigla que representava "Nossa Santa Catarina" mas que também era usada pela National Sports Channel. A "NSC" acabou ganhando a votação no mesmo mês, mas a marca já havia sido registrada no INPI junto com outras variantes (com o acrônimo "TV") e os outros nomes propostos na votação. Na ocasião, o fundador do canal e jornalista Octávio Muniz afirmou ao site TV História que ficou sabendo do fato por amigos e pela internet e que o jurídico estava "atento aos movimentos e pronto para qualquer surpresas" que poderiam ter, alegando comprovar ter direito a marca devido ao registro da empresa na Receita Federal e na Junta Comercial de São Paulo que, mesmo sem o canal de TV por assinatura linear, ainda estava ativa.

## Outros eventos
O NSC também fez a cobertura jornalística dos Jogos Paralímpicos de Verão de 2004, na Grécia, e da Copa 2006, na Alemanha, com os gols exibidos antes de qualquer outra emissora (exceção à emissora dona dos direitos de transmissão em todo Brasil).

## Slogan
O slogan do canal, desde a sua fundação, é; NSC - National Sports Channel, Isto é Esporte!